# Double Veterans
Double Veterans est un groupe belge de garage rock.

## Histoire
Le chanteur-guitariste Lee Swinnen joue également avec Tubelight et sous le nom de scène Frankie Traandruppel. Les deux autres membres jouaient auparavant avec The Crackups, un groupe qui a atteint la finale du Humo's Rock Rally en 2010,,. Meukens et Valkiers étaient également des membres originaux de X!NK.

## Discographie
- 2014 : The Brotherhood of Scary Hair and Homemade Religion
- 2016 : Space Age Voyeurism